# چاه ملک
چاهملک ، روستایی از توابع شهرستان خوروبیابانک در استان اصفهان ایران است.

## جمعیت
این روستا در دهستان بیابانک قرار دارد و براساس سرشماری مرکز آمار ایران در سال ۱۳۸۵، جمعیت آن ۱٬۳۰۲ نفر (۳۷۰خانوار) بوده‌است.
در مورد احداث اين روستا گفته اند:موقعي كه شاه عباس از راه كوير به مشهد مي رفته است در محل فعلي چاه ملك چاهي حفر نموده است،وبه همين مناسبت اينجا به چاه ملك مشهور شده است.نقل دیگر این است که آبادي چاه ملك در سال 1275 هجري قمري توسط فامیل های رحمانی و افلاکی و غلامرضایی پایه گذاری شده است. چاهملك دشت وسيعي دارد و محصولات آن خرما، گندم، جو، پنبه، هندوانه(دیمی)، گوجه فرنگي، بادمجان،انگور و انار است. چاهملك داراي مسجد، حمام، مدرسه ي دخترانه و پسرانه است. اغلب مردم به كشاورزي و قاليبافي وگروهي به فعاليتهاي ديگر من جمله ميكانيكي و بنايي مشغولند. مردم این روستا از هوش ذاتی در مورد مسائیل فنی و ابداعات صنعتی برخوار بوده و در منطقه به این موضوع معروف هستند.
در اطراف چاهملك چند مزرعه وجود دارد كه عبارتند از: 1-قادرآباد كه درسال1335ش احداث شده است 2-آبادان كه درسال1325ش توسط جندقي ها احداث شده است 3-اكبرآباد1328ش(مزرعه شيخيها) 4-نودشت كه زميني حاصل خيز دارد و 33سال پيش احداث شده است 5- هاشم آباد 6-اميرآباد 7-همت آباد 8- پشت کوه و .....
چاه ملک شهر خورشید شهر آفتابگردان شهر گل انار شهر مردان غیور و زنان نجیب شهر جوانان پرشور و دلیر 
چاه ملک در 40 کیلومتری مرکز شهرستان خور و بیابانک و 340 کیلومتری مرکز استان اصفهان در مسیر طریق الرضا قرار دارد. حدود 300 سال قدمت دارد . یکی از قطب های کشاورزی شهرستان و یک روستای صنعتی و دارای کارگاه های مختلف می باشد. از افتخارات این روستا سی و یک شهید اهدایی مردم روستا در راه دفاع از میهن و اسلام می باشد.